# Liam Gallagher
William John Paul »Liam« Gallagher, angleški pevec, * 21. september 1972, Manchester, Anglija, Združeno kraljestvo.
Liam je bil rojen v Manchestru in je tretji in zadnji otrok irskih staršev Thomasa in Peggy Gallagher.
Thomas je bil v družini pogosto nasilen.Zaslovel je s skupino Oasis v kateri je igral tudi njegov starejši brat Noel.
Ko je Liamov starejši brat Noel Gallagher je v avgustu leta 2009 zapustil Oasis je Liam dejal,da bo ustvarjal z glasbo
z ostalimi člani skupine Oasis.Liam je še vedno eden izmed poznanih likov v britanski glasbi.
Je tudi ustavniovitelj etikete Pretty Green za moške.
Na svoji desni rami ima tatu, ki je bil v časih logo od Elvisa Presleya (TCB), ki pomeni »Take care of bussines«. Zanj se je odločil, da bi prekril tatu, ki ga je imel do tedaj in sicer ime svoje bivše žene, »Patsy«. Enak tatu, na enako mesto si je dal zašiti na svojo jeans jakno.
Ima brata Noela Gallagherja, ki je od njega starejši pet let.